# چاندالاش
چاندالاش (به لاتین: Chandalash) یک رود در قرقیزستان است که در استان جلال‌آباد واقع شده‌است.